# 태양성전회

태양성전회(프랑스어: Ordre du Temple solaire, OTS)는 밀교적 신흥 종교이자 비밀결사로, 컬트 (종교)로 묘사되며, 많은 회원이 대량 사망한 것으로 악명 높다. 1990년대에는 여러 건의 대량 살인과 자살이 발생했다. OTS는 성전기사단의 연속이라고 주장하는 신기사단 운동으로, 장미십자회, 신지학, 뉴에이지 사상이 혼합되어 있다. 조셉 디 맘브로(Joseph Di Mambro)가 이끌었고 뤽 주레(Luc Jouret)가 대변인이자 2인자였다. 1984년 스위스 제네바에서 설립되었다.
디 맘브로(Di Mambro)는 프랑스의 보석상, 밀교주의자, 연쇄 사기꾼이었고, 주레는 대체 의학 및 관련 영성에 대해 강의한 벨기에 동종요법사였다. 이 강연회에서 만난 후 그들은 친해졌고, OTS가 결성되었다. 디 맘브로는 과거에 여러 난해한 그룹을 설립했으며 이전에 여러 다른 조직과 제휴 관계를 맺었다. 이 그룹은 프랑스어를 사용하는 여러 국가에서 활동했다.
무기 밀매에 대한 조사와 전 멤버의 압력, 그룹 내 갈등을 포함한 법률 및 미디어 스캔들이 증가함에 따라 창립자들은 별 시리우스로의 "이동"(transit)이라고 설명하는 것을 준비하기 시작했다. 1994년 디 맘브로는 스위스의 두 공동체에서 대량 자살과 대량 살인을 조율하기 전에 처음으로 퀘벡에서 전직 구성원의 가족을 살해하도록 명령했다. 그 후 몇 년 동안 프랑스에서는 1995년, 퀘벡에서는 1997년에 전 OTS 회원들의 집단 자살이 두 건 더 있었다. 이 사건 과정에서 총 74명이 사망했다. 구체적인 사망자 중 몇 명이 살인이고 몇 명이 자살인지는 알려지지 않았다.
OTS는 유럽, 특히 프랑스어권 유럽에서 반종교 운동을 강화시키는 주요 요인이었다. 조직의 거의 모든 고위 구성원이 사망했기 때문에 고독한 구성원인 작곡가 미셸 타바흐닉(Michel Tabachnik) 외에는 유죄 판결을 내릴 사람이 없었습니다프랑스에서 재판을 받았지만 두 번의 별도 재판에서 두 번 무죄 판결을 받았으며 모든 면에서 무죄 판결을 받았다. 그 여파로 사건을 둘러싼 많은 음모론이 탄생했다.